# Moto Guzzi P-serie
De Moto Guzzi P-serie was een serie lichte motorfietsen die Moto Guzzi in de jaren dertig produceerde om op die manier betaalbaar vervoer te verzorgen. In die tijd merkte men ook in Italië de gevolgen van de Grote Depressie, waardoor de zwaardere modellen (te) duur werden en minder in trek waren.

## Voorgeschiedenis
Moto Guzzi produceerde al sinds 1921 motorfietsen met de bekende 500 cc liggende eencilindermotoren, die nog allemaal voorzien waren van een kop/zijklepmotor. Aan het begin van de jaren dertig waren dat de luxe toermotor GT 16 en de sportieve Sport 15. De GT 16 werd slecht verkocht, enerzijds vanwege de prijs, anderzijds vanwege het wantrouwen dat klanten nog hadden ten opzichte van de achtervering. De Sport 15 was populairder, er werden er tussen 1931 en 1939 bijna 6.000 van verkocht. In Italië bestond een belastingvoordeel voor eigenaars van lichte motorfietsen (motoleggere). In 1932 besloot Moto Guzzi die markt aan te boren en meteen een meer moderne kopklepmotor toe te passen.

## P-serie
De machines kregen de aanduiding "P", wat stond voor "Popolare". Toen de Italiaanse regering het onderscheid tussen lichte en zware motorfietsen afschafte, werden ook 250 cc-versies van de P-serie gebouwd. Hoewel het spaarmodellen waren, werd toch hier en daar chroom gebruikt en de machines werden soms zelfs in sportversie geleverd om deel te nemen aan de Italiaanse competitie in lange-afstandraces, zoals de Milaan - Taranto race. De zadeltank was lager en slanker dan die van de Sport 15 en zou ook op de V-serie gebruikt worden. In 1939 werd de serie afgesloten met de luxe Egretta en de goedkope Ardetta, maar toen was de opvolger Moto Guzzi Airone ook al te koop.

### P 175
De P 175 verscheen in 1932 als eerste model van deze serie. De klepbediening was zoals gezegd helemaal nieuw: Hoewel er al eerder kopkleppers waren toegepast in de racemotoren en in de C2V toermachine, de 2VT en de GT 2VT, hadden die twee apart van elkaar liggende stoterstangen, waarvan de onderste ook via een tuimelaar vanaf de nokkenas werd bediend. Bij de P 175 lagen beide stoterstangen naast elkaar in een buis, zodat het van buiten op een koningsasaandrijving leek. De kleptuimelaars en de klepveren lagen nog buiten huis van de tuimelaaras. Hoewel de P 175 zo goedkoop mogelijk was gebouwd, was de afwerking toch goed: de machine was in amarant afgewerkt, de zadeltank, het frame en de koplamp waren vernieuwd en deze innovaties zouden ook op latere 500 cc modellen worden toegepast. De P 175 kostte indertijd 4.250 lire en bleef tot 1937 in productie.

#### Motor
De motor was een luchtgekoelde liggende eencilinder kopklepmotor met koelribben in de lengterichting. Het hele blok was van gietijzer, maar het huis van de tuimelaaras van aluminium. De krukas had een diameter van 27 mm en draaide in kogellagers, de drijfstang in een naaldlager. In sommige gevallen werd een Britse Amal-carburateur toegepast, maar latere modellen kregen een Italiaanse Dell'Orto. De kleppen hadden een diameter van 32 mm en stonden onder een hoek van 31° ten opzichte van de cilinder, waardoor een bolvormige verbrandingskamer ontstond. De kleppen werden gesloten door dubbele haarspeldveren. Het was een blokmotor, met een geïntegreerde versnellingsbak en een gezamenlijk dry-sump smeersysteem. Door het buitenliggende vliegwiel konden de krukaslagers dichter bij elkaar liggen, waardoor een sterkere constructie ontstond.

#### Aandrijflijn
De aandrijflijn week niet af van wat bij Moto Guzzi gebruikelijk was. Toch was het een bijzonder systeem: door het buitenliggende vliegwiel kon de versnellingsbak zó dicht bij de krukas worden gelegd, dat de primaire aandrijving door tandwielen kon plaatsvinden, waardoor een primaire ketting vermeden werd. De versnellingsbak had drie handgeschakelde versnellingen en de secundaire aandrijving verliep via een ketting.

#### Rijwielgedeelte
De P 175 had een uit stalen buizen opgetrokken dubbel wiegframe, waarbij ook onder het zweefzadel een buis naar het onderframe liep. Het achterframe was een driehoeksconstructie zonder veersysteem. Aan de voorkant was een eenvoudige girdervork met één centrale veer en twee frictiedempers gemonteerd. Boven het achterspatbord zat een kleine bagagedrager met aan weerszijden een klein gereedschapskistje. De machine had al een zadeltank en de driehoekige olietank die ook bij de laatste versies van de Sport-modellen was gebruikt.

### P 250
Toen de belastingvoordelen voor de "motoleggere" vervielen, bracht Moto Guzzi in 1934 deze zwaardere versie uit. Vreemd genoegd werden zowel de boring als de slag gewijzigd, terwijl eenvoudig opboren tot 70,6 mm al een cilinderinhoud van 249,4 cc had opgeleverd. Met de nieuwe slag van 64 mm zou met een boring van 70,5 mm 249,8 cc gehaald zijn. De P 250 kreeg echter een boring van slechts 68 mm, waardoor de cilinderinhoud slechts 232,3 cc bedroeg. Dat leverde een vermogen van 9 pk op. Het rijwielgedeelte was identiek aan de P 175, maar de versnellingsbak was bijzonder: deze was nu voetgeschakeld, met een "pre-selector". Daardoor kon een versnelling met het schakelpedaal gekozen worden, maar werd er pas geschakeld als het koppelingshendel werd ingeknepen. Ook de P 250 werd geproduceerd tot 1937, toen hij werd opgevolgd door de PL 250.

### PE 250
De PE 250 werd tegelijk met de P 250 in 1934 geïntroduceerd. De "E" stond voor "Elastico". Het was de meer luxe versie, voorzien van achtervering en zelfs een afwerking met chroom op de tank. Door dat alles was de machine ook aanmerkelijk zwaarder dan de P 250. Ook het frame was anders, noodgedwongen door Moto Guzzi's bijzondere achterveersysteem. Daarbij lag een set schroefveren in een kokerconstructie die deel uitmaakte van het onderframe. Van daaruit naar het zweefzadel was de constructie van plaatstaal gemaakt. Het achterframe bestond aan weerszijden uit een driehoeksconstructie die met twee frictiedempers was verbonden met een enkele buis naast het achterwiel. In 1939 kreeg de PE het nieuwe 246 cc motorblok, en er werden zelfs enkele van deze exemplaren met de typenaam "PE" gebouwd, maar vrijwel onmiddellijk werd besloten aan te sluiten bij de in 1939 geïntroduceerde "dierennamen", zoals de Condor, de Egretta, de Albatros en de Alce (Eland). Daardoor werd de PE 250 vanaf dat moment de Airone (reiger).

### PL 250
De PL 250 had geen achtervering en was daarom de opvolger van de P 250. De "L" stond voor "Leggera". Om economische redenen was het chroom verdwenen en ook bij dit frame was nu veel plaatstaal gebruikt. De machine had nu wél een nieuwe motor gekregen, met een boring van 70 mm en een slag van 64 mm, waardoor de cilinderinhoud 246,3 cc bedroeg.

### PLS 250
De PLS 250 (Popolare Leggera Sport) was de sportversie van de PL 250. De machine had dan ook geen achtervering, maar alleen een wat sportievere afwerking. Hij was rood gespoten met de spatborden en een deel van de tank in zwart. Hij werd geproduceerd van 1937 tot 1939.

### PES 250
Hoewel de PES 250 (Popolare Elastico Sport) pas in 1938 op de markt kwam, had hij nog de "oude" 232 cc motor. Het was dan ook de sportieve versie van de PE 250. Door het zwaardere, geveerde frame woog hij 135 kg. Hij moest in eigen huis concurreren tegen de veel lichtere PLS 250 en mogelijk was dat de reden dat er slechts 75 exemplaren verkocht werden. De PES kon wél een duopassagier meenemen, door het broodzadel op het achterspatbord. Als de PES in races werd ingezet, werd dat "broodje" naar voren geplaatst, zodat het als tweede zitplaats voor de coureur kon dienen. Op rechte stukken kon hij zich op die manier platter op de motor leggen. De raceversie kon 125 km per uur halen, de normale versie 115 km per uur.

### Egretta en Ardetta
In 1939 kwam de nieuwe vierversnellings Airone mét achtervering al op de markt, maar ook twee nieuwe onafgeveerde modellen. De Egretta was de "luxe" versie, wat beter afgewerkt en zelfs met hier en daar wat chroom. Die kostte 4.300 lire, maar de Ardetta, verstoken van alle luxe en zelfs weer voorzien van handschakeling, kostte maar 3.950 lire of - via huurkoop (alleen voor leden van de Fascistische partij van Benito Mussolini) - 170 lire per maand. Mogelijk werden ze slechts uitgebracht om de oude voorraad van onafgeveerde frames weg te werken. Toch waren er een paar nieuwigheden: ze hadden allebei en vissenstaart uitlaat en bobineontsteking. Van de Egretta werden tot het einde van de productie in 1940 784 eenheden verkocht, van de Ardetta 599. Maar de Ardetta was in elk geval een poging van Benito Mussolini om een "volksmotorfiets" te maken. Moto Guzzi kreeg de opdracht niet vanwege goede "contacten" met de fascisten. Meer Italiaanse motorfietsmerken schreven in op de opdracht.

### Airone
Zoals gezegd zou de Airone in 1939 gewoon als "PE" uitgebracht worden, maar om aan te sluiten bij de rest van de dierennamen werd het "Airone" (reiger). De machine had nu 4 voetgeschakelde constant-mesh versnellingen en de 246,3 cc motor. Het frame was nog hetzelfde als dat van de PE, maar al in 1940 werd het vervangen door een exemplaar dat voor het grootste deel uit plaatstaal bestond. Ook de voorvork werd vervangen door een parallellogramvork uit plaatstaal. Alleen tussen het balhoofd en de veerkoker onder het blok liepen nog twee buizen. Tijdens de oorlog lag de productie stil, met uitzondering van de Airone Militare, maar in 1945 kwam de Airone samen met de 500 cc Moto Guzzi GTV als eerste weer in productie. In 1947 werd de machine vernieuwd. Er werd een telescoopvork gemonteerd, die tegenwoordig als Upside Down-voorvork bestempeld zou worden. De veel sterkere 47 mm buitenpoten droegen de zwaarste (buig)last en waren verbonden met de kroonplaten, terwijl de korte binnenpoten aan het voorwiel zaten. Achter werden hydraulische schokdempers gemonteerd als vervanging van de frictiedempers. In 1948 kreeg de machine een aluminium cilinder met een ingeperste gietijzeren cilinderbus, en bovendien werden de kleptuimelaars en klepveren nu ingesloten. In 1948, toen de Airone Sport verscheen, kreeg de standaard Airone de toevoeging "Turismo", om onderscheid tussen beide modellen te kunnen maken. De Airone kostte in 1939 nog 6.200 lire, maar in 1949 was de prijs 370.000 lire en in 1956 kostte hij 349.000 lire.

### Airone Militaire
Moto Guzzi leverde de 500 cc "Alce" aan het Italiaanse leger. In 1940 verscheen ook een militaire versie van de Airone, maar die voldeed eigenlijk niet aan de eisen van het leger. Een militaire motorfiets moest minstens 500 cc meten en de compressieverhouding mocht niet te hoog zijn, omdat de kwaliteit van de benzine niet gegarandeerd kon worden. Daarom werden ook maar weinig exemplaren tijdens de Tweede Wereldoorlog geleverd. Er werd wel mee getest. Na de oorlog kwam de levering op gang; zowel de Italiaanse landstrijdkrachten als de marine, de luchtmacht en de carabinieri namen de Airone Militare in dienst. Tot 1952 waren dat slechts licht aangepaste "burger" exemplaren, die een tweede zweefzadel, een luchtfilter en beenschilden of (in het geval van de luchtmacht) valbeugels hadden. In 1952 werden ze meer aangepast aan militaire taken, met een dikker (25 mm in plaats van 22 mm) stuur, een aangepaste gearing en andere banden. Er kwam ook een Marelli magneetontsteking met automatische vervroeger. In 1957 eindigde de productie en er kwam geen opvolger.

### Airone Turismo en Airone Sport
De Airone Turismo was feitelijk het standaardmodel, dat een andere naam moest krijgen toen de "Sport" in 1949 op de markt kwam. De Sport werd nooit uitgerust met de hydraulische schokdempers, en rond 1950 werden ze ook bij de Turismo weer vervangen door de oude frictiedempers. Vanaf 1952 verdween het chroom van de tanks en in 1954 kregen beide modellen een nieuwe ontsteking met automatische vervroeger. In 1956 werden de "vissenstaartuitlaten" vervangen door cigaarvormige B.G.M. uitlaten. De Airone Sport leverde aanvankelijk een vermogen van 13,5 pk bij 6.000 tpm, dankzij een 25 mm carburateur en een hogere compressieverhouding (7:1). In 1954 was het vermogen iets lager: 12 pk bij 5.200 tpm, en was de chroomtank weer terug. In 1957 eindigde de productie van alle Airone-modellen. Toen waren intussen geheel nieuwe motoren op de markt, de slopers Lodola GranTurismo 235 en de Lodola Sport 175.

## Technische gegevens
| Moto Guzzi             | P 175                                | P 250                                | PE 250                               | PL 250                                | PLS 250                               | PES 250                              | Egretta                              | Ardetta                              | Airone                                                            | Airone Militare                                                   | Airone Turismo                                            | Airone Sport                                              |
| ---------------------- | ------------------------------------ | ------------------------------------ | ------------------------------------ | ------------------------------------- | ------------------------------------- | ------------------------------------ | ------------------------------------ | ------------------------------------ | ----------------------------------------------------------------- | ----------------------------------------------------------------- | --------------------------------------------------------- | --------------------------------------------------------- |
| Periode                | 1932-1937                            | 1934-1937                            | 1934-1939                            | 1937-1939                             | 1937-1939                             | 1938-1939                            | 1939-1940                            | 1939-1940                            | 1939-1940 1946-1948                                               | 1940-1957                                                         | 1949-1957                                                 | 1949-1957                                                 |
| Productieaantal        | 1.503                                | 1.886                                | 1.568                                | 1.474                                 | 744                                   | 75                                   | 748                                  | 599                                  | 997 in 1939 en 1940                                               | Onbekend                                                          | Onbekend                                                  | Onbekend                                                  |
| Categorie              | Toermotor                            | Toermotor                            | Toermotor                            | Toermotor                             | Sportmotor                            | Sportmotor                           | Toermotor                            | Toermotor                            | Toermotor                                                         | Militaire motorfiets                                              | Toermotor                                                 | Sportmotor                                                |
| Motortype              | Kopklepmotor                         | Kopklepmotor                         | Kopklepmotor                         | Kopklepmotor                          | Kopklepmotor                          | Kopklepmotor                         | Kopklepmotor                         | Kopklepmotor                         | Kopklepmotor                                                      | Kopklepmotor                                                      | Kopklepmotor                                              | Kopklepmotor                                              |
| Bouwwijze              | dwarsgeplaatste liggende eencilinder | dwarsgeplaatste liggende eencilinder | dwarsgeplaatste liggende eencilinder | dwarsgeplaatste liggende eencilinder  | dwarsgeplaatste liggende eencilinder  | dwarsgeplaatste liggende eencilinder | dwarsgeplaatste liggende eencilinder | dwarsgeplaatste liggende eencilinder | dwarsgeplaatste liggende eencilinder                              | dwarsgeplaatste liggende eencilinder                              | dwarsgeplaatste liggende eencilinder                      | dwarsgeplaatste liggende eencilinder                      |
| Cilinder               | Gietijzer                            | Gietijzer                            | Gietijzer                            | Gietijzer                             | Gietijzer                             | Gietijzer                            | Gietijzer                            | Gietijzer                            | Gietijzer, vanaf 1949: aluminium                                  | Gietijzer, vanaf 1949: aluminium                                  | Aluminium                                                 | Aluminium                                                 |
| Cilinderkop            | Gietijzer                            | Gietijzer                            | Gietijzer                            | Gietijzer                             | Gietijzer                             | Gietijzer                            | Gietijzer                            | Gietijzer                            | Gietijzer, vanaf 1949: aluminium                                  | Gietijzer, vanaf 1949: aluminium                                  | Aluminium                                                 | Aluminium                                                 |
| Klepopstelling         | 2 kopkleppen                         | 2 kopkleppen                         | 2 kopkleppen                         | 2 kopkleppen                          | 2 kopkleppen                          | 2 kopkleppen                         | 2 kopkleppen                         | 2 kopkleppen                         | 2 kopkleppen                                                      | 2 kopkleppen                                                      | 2 kopkleppen                                              | 2 kopkleppen                                              |
| Klepbediening          | Stoterstangen                        | Stoterstangen                        | Stoterstangen                        | Stoterstangen                         | Stoterstangen                         | Stoterstangen                        | Stoterstangen                        | Stoterstangen                        | Stoterstangen                                                     | Stoterstangen                                                     | Stoterstangen                                             | Stoterstangen                                             |
| Carburateur            | Amal 18 mm later Dell'Orto SB 20     | Dell'Orto SB 22                      | Dell'Orto SB 22                      | Dell'Orto SBF 22                      | Dell'Orto SBF 22                      | Dell'Orto SB 22                      | Dell'Orto SBF 22                     | Dell'Orto SBF 22                     | Dell'Orto SBF 22                                                  | Cozette SB 22                                                     | Dell'Orto SBF 22                                          | Dell'Orto SS 25                                           |
| Ontsteking             | Bosch magneetontsteking              | Bosch magneetontsteking              | Bosch magneetontsteking              | Bosch magneetontsteking               | Bosch magneetontsteking               | Bosch magneetontsteking              | Bosch magneetontsteking              | Bosch magneetontsteking              | Marelli BL1 magneetontsteking                                     | Marelli BL1, vanaf 1952: Marelli MCR4-G magneetontsteking         | Marelli BL1, vanaf 1952: Marelli MCR4-G magneetontsteking | Marelli BL1, vanaf 1952: Marelli MCR4-G magneetontsteking |
| boring                 | 59 mm                                | 68 mm                                | 68 mm                                | 70 mm                                 | 70 mm                                 | 68 mm                                | 70 mm                                | 70 mm                                | 70 mm                                                             | 70 mm                                                             | 70 mm                                                     | 70 mm                                                     |
| slag                   | 63,7 mm                              | 64 mm                                | 64 mm                                | 64 mm                                 | 64 mm                                 | 64 mm                                | 64 mm                                | 64 mm                                | 64 mm                                                             | 64 mm                                                             | 64 mm                                                     | 64 mm                                                     |
| Cilinderinhoud         | 174 cc                               | 232,3 cc                             | 232,3 cc                             | 246,3 cc                              | 246,3 cc                              | 232,3 cc                             | 246,3 cc                             | 246,3 cc                             | 246,3 cc                                                          | 246,3 cc                                                          | 246,3 cc                                                  | 246,3 cc                                                  |
| Smeersysteem           | Dry-sumpsysteem                      | Dry-sumpsysteem                      | Dry-sumpsysteem                      | Dry-sumpsysteem                       | Dry-sumpsysteem                       | Dry-sumpsysteem                      | Dry-sumpsysteem                      | Dry-sumpsysteem                      | Dry-sumpsysteem                                                   | Dry-sumpsysteem                                                   | Dry-sumpsysteem                                           | Dry-sumpsysteem                                           |
| Compressieverhouding   | 6:1                                  | 6:1                                  | 6:1                                  | 6:1                                   | 6:1                                   | 6:1                                  | 6:1                                  | 6:1                                  | 6:1                                                               | 6:1                                                               | 6:1                                                       | 7:1                                                       |
| Max. Vermogen          | 7 pk bij 5.000 tpm                   | 9 pk bij 5.500 tpm                   | 9 pk bij 5.500 tpm                   | 9,5 pk bij 4.800 tpm                  | 9,5 pk bij 4.800 tpm                  | 9 pk bij 5.500 tpm                   | 9,5 pk bij 4.800 tpm                 | 9,5 pk bij 4.800 tpm                 | 9,5 pk bij 4.800 tpm                                              | 9,5 pk bij 4.800 tpm                                              | 9,5 pk bij 4.800 tpm                                      | 13,5 pk bij 6.000 tpm vanaf 1954: 12 pk bij 5.200 tpm     |
| Topsnelheid            | 90 km/h                              | 100 km/h                             | 100 km/h                             | ca. 95 km/h                           | ca. 100 km/h                          | 115 km/h                             | Onbekend                             | Onbekend                             | ca. 95 km/h                                                       | ca. 90 km/h                                                       | ca. 95 km/h                                               | 120 km/h                                                  |
| Primaire aandrijving   | Tandwielen                           | Tandwielen                           | Tandwielen                           | Tandwielen                            | Tandwielen                            | Tandwielen                           | Tandwielen                           | Tandwielen                           | Tandwielen                                                        | Tandwielen                                                        | Tandwielen                                                | Tandwielen                                                |
| Koppeling              | Meervoudige natte platenkoppeling    | Meervoudige natte platenkoppeling    | Meervoudige natte platenkoppeling    | Meervoudige natte platenkoppeling     | Meervoudige natte platenkoppeling     | Meervoudige natte platenkoppeling    | Meervoudige natte platenkoppeling    | Meervoudige natte platenkoppeling    | Meervoudige natte platenkoppeling                                 | Meervoudige natte platenkoppeling                                 | Meervoudige natte platenkoppeling                         | Meervoudige natte platenkoppeling                         |
| Versnellingen          | 3 Handgeschakeld                     | 3 Voetgeschakeld                     | 3 Voetgeschakeld                     | 3 Voetgeschakeld                      | 3 Voetgeschakeld                      | 3 Voetgeschakeld                     | 3 Voetgeschakeld                     | 3 Handgeschakeld                     | 4 Voetgeschakeld                                                  | 4 Voetgeschakeld                                                  | 4 Voetgeschakeld                                          | 4 Voetgeschakeld                                          |
| Secundaire aandrijving | Ketting                              | Ketting                              | Ketting                              | Ketting                               | Ketting                               | Ketting                              | Ketting                              | Ketting                              | Ketting                                                           | Ketting                                                           | Ketting                                                   | Ketting                                                   |
| frame                  | Dubbel wiegframe                     | Dubbel wiegframe                     | Dubbel wiegframe                     | Dubbel wiegframe                      | Dubbel wiegframe                      | Dubbel wiegframe                     | Dubbel wiegframe                     | Dubbel wiegframe                     | Dubbel wiegframe                                                  | Dubbel wiegframe                                                  | Dubbel wiegframe                                          | Dubbel wiegframe                                          |
| Wielbasis              | 1320 mm                              | 1320 mm                              | Onbekend                             | Onbekend                              | Onbekend                              | Onbekend                             | Onbekend                             | Onbekend                             | 1370 mm                                                           | 1370 mm                                                           | 1370 mm                                                   | 1370 mm                                                   |
| Vering vóór            | Girder met frictiedempers            | Girder met frictiedempers            | Girder met frictiedempers            | Parallellogramvork met frictiedempers | Parallellogramvork met frictiedempers | Girder met frictiedempers            | Girder met frictiedempers            | Girder met frictiedempers            | Girder met frictiedempers vanaf 1947: telescoopvork               | Girder met frictiedempers vanaf 1947: telescoopvork               | Telescoopvork                                             | Telescoopvork                                             |
| Vering achter          | Star                                 | Star                                 | Swingarm met frictiedempers          | Star                                  | Star                                  | Swingarm met frictiedempers          | Star                                 | Star                                 | Swingarm met frictiedempers vanaf 1947: hydraulische schokdempers | Swingarm met frictiedempers vanaf 1947: hydraulische schokdempers | Swingarm met frictiedempers                               | Swingarm met frictiedempers                               |
| Wielen                 | 19 × 2¼ inch                         | 19 × 2¼ inch                         | 19 × 2¼ inch                         | 19 × 2¼ inch                          | 19 × 2¼ inch                          | 19 × 2¼ inch                         | 19 × 2¼ inch                         | 19 × 2¼ inch                         | 19 × 2¼ inch                                                      | 19 × 2¼ inch                                                      | 19 × 2¼ inch                                              | 19 × 2¼ inch                                              |
| Banden                 | 19" × 3,00                           | 19" × 3,00                           | 19" × 3,00                           | 19" × 3,00                            | 19" × 3,00                            | 19" × 3,00                           | 19" × 3,00                           | 19" × 3,00                           | 19" × 3,00                                                        | 19" × 3,00, vanaf 1952: 19" × 3,25                                | 19" × 3,00                                                | 19" × 3,00                                                |
| Rem(men)               | Trommelremmen vóór en achter         | Trommelremmen vóór en achter         | Trommelremmen vóór en achter         | Trommelremmen vóór en achter          | Trommelremmen vóór en achter          | Trommelremmen vóór en achter         | Trommelremmen vóór en achter         | Trommelremmen vóór en achter         | Trommelremmen vóór en achter                                      | Trommelremmen vóór en achter                                      | Trommelremmen vóór en achter                              | Trommelremmen vóór en achter                              |
| Gewicht                | 115 kg                               | 115 kg                               | 135 kg                               | Onbekend                              | 105 kg                                | 135 kg                               | Onbekend                             | Onbekend                             | 135 kg                                                            | 135 kg, vanaf 1952: 150 kg                                        | 135 kg                                                    | 140 kg                                                    |
| Tankinhoud             | 10 Liter                             | 10 Liter                             | 10 Liter                             | 10 Liter                              | 10 Liter                              | 10 Liter                             | 10 Liter                             | 10 Liter                             | 11 Liter                                                          | 11 Liter                                                          | 11 Liter                                                  | 11 Liter                                                  |
| Voorganger             | geen                                 | P 175                                | geen                                 | P 250                                 | geen                                  | PE 250                               | PL 250                               | PL 250                               | PE 250                                                            | Geen                                                              | Airone                                                    | Geen                                                      |
| Opvolger               | P 250                                | PL 250                               | Airone                               | Egretta                               | Egretta                               | Airone                               | Geen                                 | Geen                                 | Airone Turismo                                                    | Geen                                                              | Lodola GranTurismo 235                                    | Lodola Sport 175                                          |